# Saturate (álbum)
Saturate es el tercer demo del grupo de death metal francés Gojira (bajo el nombre de Godzilla) y una de sus últimas producciones musicales bajo ese nombre antes de cambiarlo oficialmente en 2001 por problemas legales.
El demo fue grabado en el estudio UHT el 18 de noviembre de 1998, lanzado a la venta el 14 de diciembre de 1999 y fue totalmente autoproducido por Gojira. Este contiene algunos de las primeros demos de la banda, tales como "On the B.O.T.A", "Clone" y "Deliverance".
Todas las canciones excepto "Saturate" fueron relanzadas en su primer álbum de estudio, titulado Terra Incognita, que fue la última canción del demo.

## Canciones
| N.º | Título           | Duración |  |
| 1.  | «On the B.O.T.A» | 3:07     |  |
| 2.  | «Clone»          | 4:47     |  |
| 3.  | «Deliverance»    | 4:57     |  |
| 4.  | «Saturate»       | 4:48     |  |

## Personal
- Joe Duplantier – voz, guitarra
- Christian Andreu – guitarra
- Alexandre Cornillon – bajo
- Mario Duplantier – batería